# تکلی، قزاقستان
تکلی، قزاقستان (به قزاقی: Текелі، تەكەلى) یک شهر در قزاقستان است که در استان جتی‌سو واقع شده‌است.

## خصوصیات
تکلی ۱۰۰ کیلومترمربع مساحت و ۲۹٬۹۶۰ نفر جمعیت دارد.